# 贝达里德
贝达里德（法語：Bédarrides，法語發音：[bedaʁid]）是法国普罗旺斯-阿尔卑斯-蓝色海岸大区沃克吕兹省的一个市镇，位于该省西部，属于阿维尼翁区。

## 地理
贝达里德（44°2'26"N, 4°53'53"E）面积24.79 平方千米，位于法国普罗旺斯-阿尔卑斯-蓝色海岸大区沃克吕兹省，该省份为法国东南部内陆省份，北起德龙省，西北接阿尔代什省，西接加尔省，南至罗讷河口省，东南角与瓦尔省接壤，东临上普罗旺斯阿尔卑斯省。
与贝达里德接壤的市镇（或旧市镇、城区）包括：索尔格、库尔泰宗、帕普新堡、萨里扬、蒙特、索尔格河畔昂特赖格、阿尔唐德帕吕。

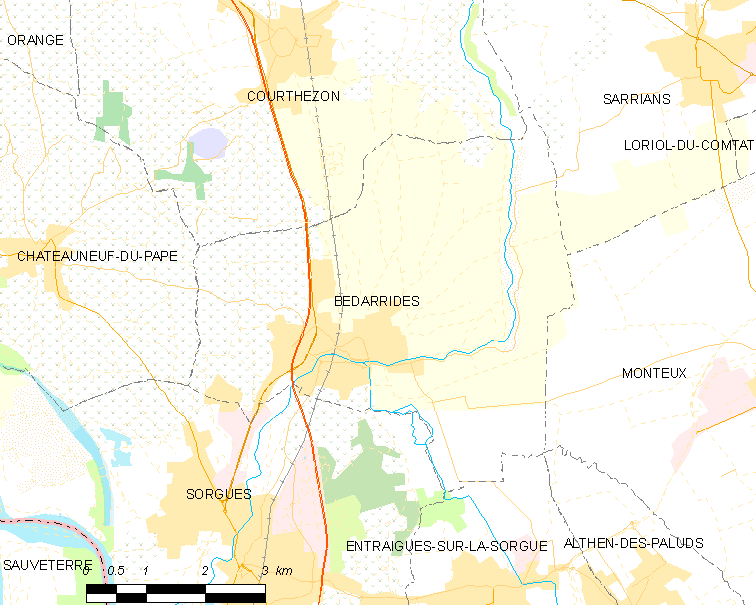
贝达里德的OSM定位图

贝达里德的时区为UTC+01:00、UTC+02:00（夏令时）。

## 行政
贝达里德的邮政编码为84370，INSEE市镇编码为84016。

## 政治
贝达里德所属的省级选区为索尔格县。

## 人口

1962-2008年间贝达里德人口变化图示

贝达里德于2022年1月1日时的人口数量为5521人。